# سامانثا هيس
سامانثا هيس (بالإنجليزية: Samantha Hess)‏ هي سيدة أعمال أمريكية، ولدت في 1983.